# Chico balanceado

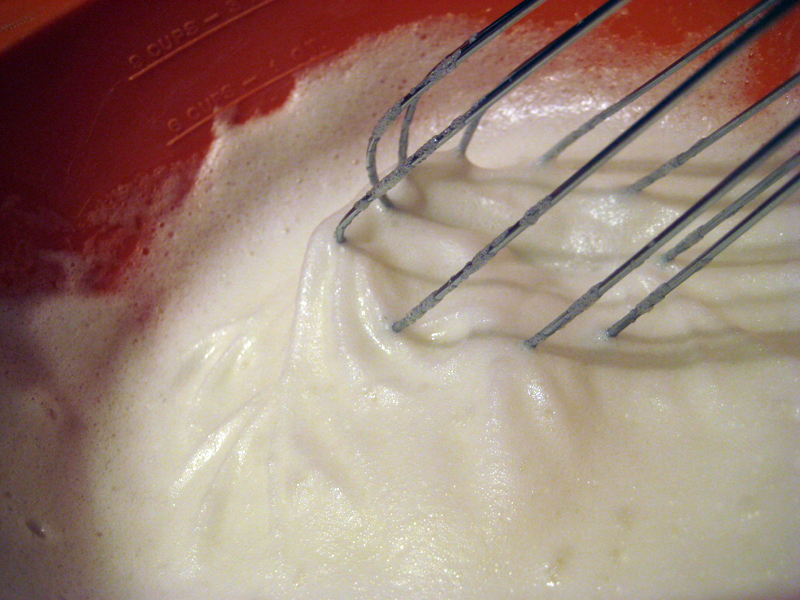
Preparo do suspiro (ou merengue)

Chico balanceado, também chamado de merengue de banana, gato de botas e manezinho araújo é um doce típico da culinária brasileira. É feito a base de banana, creme de confeiteiro, caramelo e merengue tostado.
Entre suas origens atribuídas, há a de que teria sido criado por "Manezinho Araújo", um artista pernambucano e dono de um restaurante no Rio de Janeiro nos anos de 1930.
É uma sobremesa bastante conhecida em todo o Brasil.